# Santa Marina del Rey
Santa Marina del Rey è un comune spagnolo di 2 517 abitanti situato nella comunità autonoma di Castiglia e León.